# Anopheles kosiensis
Anopheles kosiensis este o specie de țânțari din genul Anopheles, descrisă de Coetzee, Segerman și Hunt în anul 1987. Conform Catalogue of Life specia Anopheles kosiensis nu are subspecii cunoscute.